# 鷹司信輔

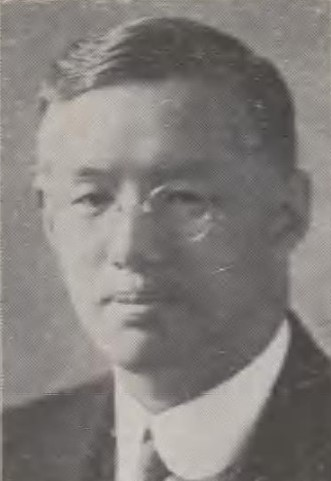
鷹司信輔

鷹司信輔（日語：たかつかさ のぶすけ，1889年4月29日—1959年2月1日），為日本公爵、貴族院議員，攝關家鷹司家第二十六任當主，同時也是明治神宮宮司、鳥類學家，曾任日本鳥類學會會長。因為他是鳥類學家，所以又獲得稱號「小鳥公爵」。

## 經歷

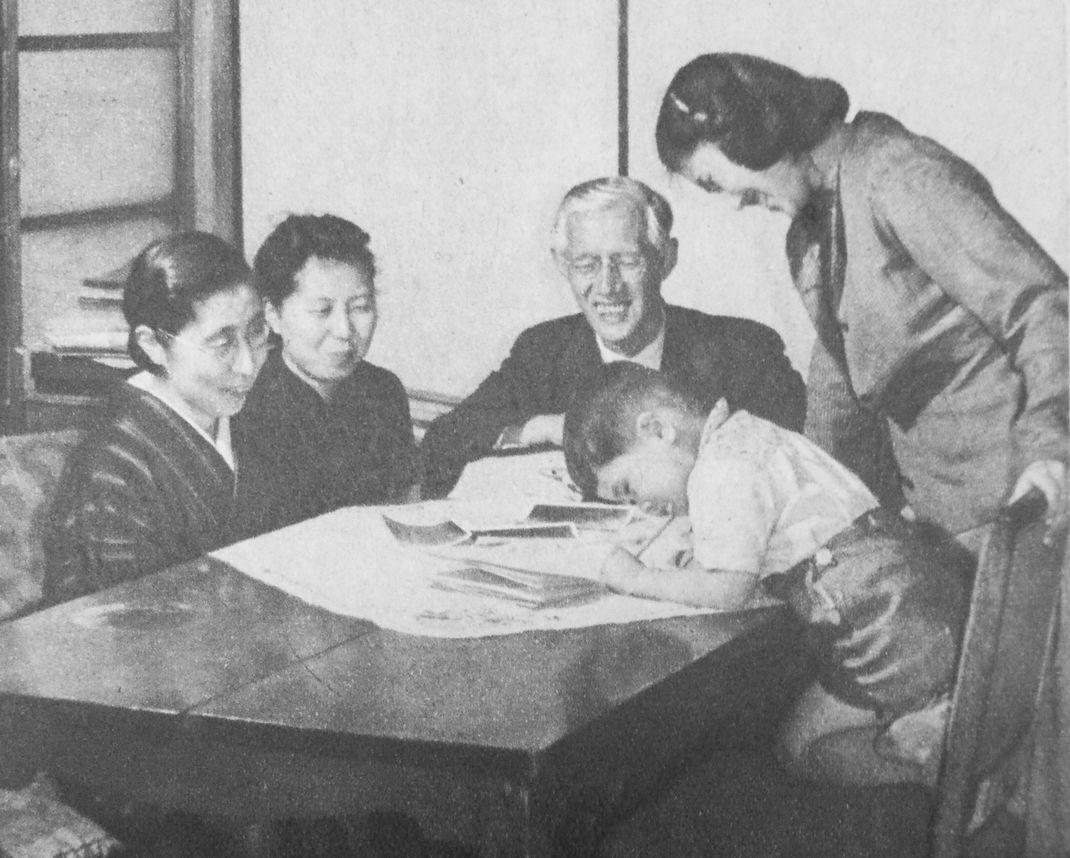
1949年，信輔与家人的合照

1889年，陸軍少將鷹司熙通的長子於東京市麹町區出生，取名為「信輔」。信輔在小時侯很喜歡收集昆蟲，後來慢慢地轉為喜歡鳥類。
他先後就讀東京師範學校附屬小學及附屬中學，於升讀學習院高等科後立志要成為一名鳥類學家。1911年，佢進入東京帝國大學理科大學動物科，師從飯島魁。一年之後，鷹司信輔聯同另外兩名同樣師從飯島的黒田長禮和内田清之助創立日本鳥類學會，由飯島魁擔任會長一職。1913年升為正五位。
於東京帝國大學畢業後曾一度就讀大學院，1915年就任皇太子教育官，於1918年父親死去後，身為長子的信輔繼承了父親的爵位以及進入貴族院。1917年，他出版了人生第一本書，同時他又創立鳥之會，自己兼任會長。1922年老師飯島魁去世後，接任日本鳥類學會會長一職。1924年，他前住比利時王國參加萬國議員討論會，並在歐洲生活了接近一年半，期間他經常去大英博物館，專門看有關鳥類的展品。。

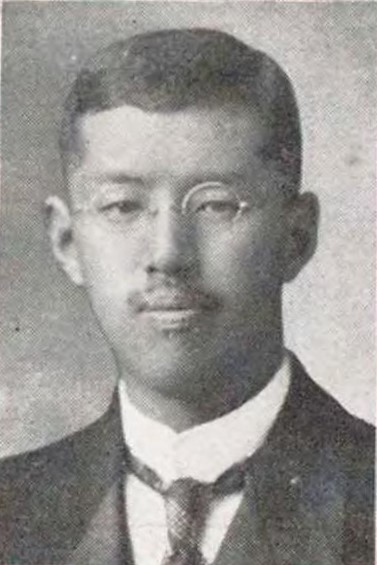
鷹司信輔

1932年，他將於日本差不多滅絕的花類品種由英國引入日本本土，並命名為太白。1931年，他獲勳帝都復興記念章，四年之後擔任華族會館館長。1940年，他又擔任日本出版文化協會會長，1943年獲得理學博士學位，接著他先後就任明治神宮宮司及神社本廳總理。1947年，根據駐日盟軍總司令的指示以及日本國憲法實行下，華族制度被廢除，鷹司信輔也被降為平民。之後，他接受了公職追放。
1959年，鷹司信輔因為肝癌而過身，享年六十九歲。鷹司家當主一位由長子平通接任，而信輔手上還擁有一萬張並未出版的稿，趕不及寫完便去世了。

## 家庭
信輔為熙通長子，他有三個弟弟和一個姐姐，分別是房子、信熙、信淳以及信敬。其中姐姐房子嫁給米澤上杉家的上杉憲章；二弟信熙由鷹司家分家，另起鷹司信熙男爵家；三弟信淳就成為了松園家的養子；而四弟信敬同樣由鷹司家分家，另起鷹司信敬家，並且他還是魚類學家，曾經擔任堺市立水族館館長。其妻為公爵德川家達的二女綏子，兩人育有一子五女，分別是長女幸子、長子平通、次女章子、三女量子、四女庸子、五女光子。平通之妻為昭和天皇三女孝宮和子內親王，章子嫁給大給松平家的松平乗武，量子就嫁給多嘉王次子宇治家彥，庸子之夫為浅野長愛，而光子之夫為住友融。後來長子平通膝下無子，於是由章子之子尚武出繼鷹司家。